# Tuvaluaans
Tuvaluaans is een Austronesische taal die in Tuvalu wordt gesproken naast het Kiribatisch. De taal heeft ongeveer 10.670 sprekers en is daarmee veruit de grootste taal van het land. In Fiji, Kiribati, Nauru en Nieuw-Zeeland geldt het als een belangrijke immigrantentaal.